# Elachisoma spinicosta
Elachisoma spinicosta är en tvåvingeart som beskrevs av Collin 1966. Elachisoma spinicosta ingår i släktet Elachisoma och familjen hoppflugor. Inga underarter finns listade i Catalogue of Life.